# Ananias uit Damascus

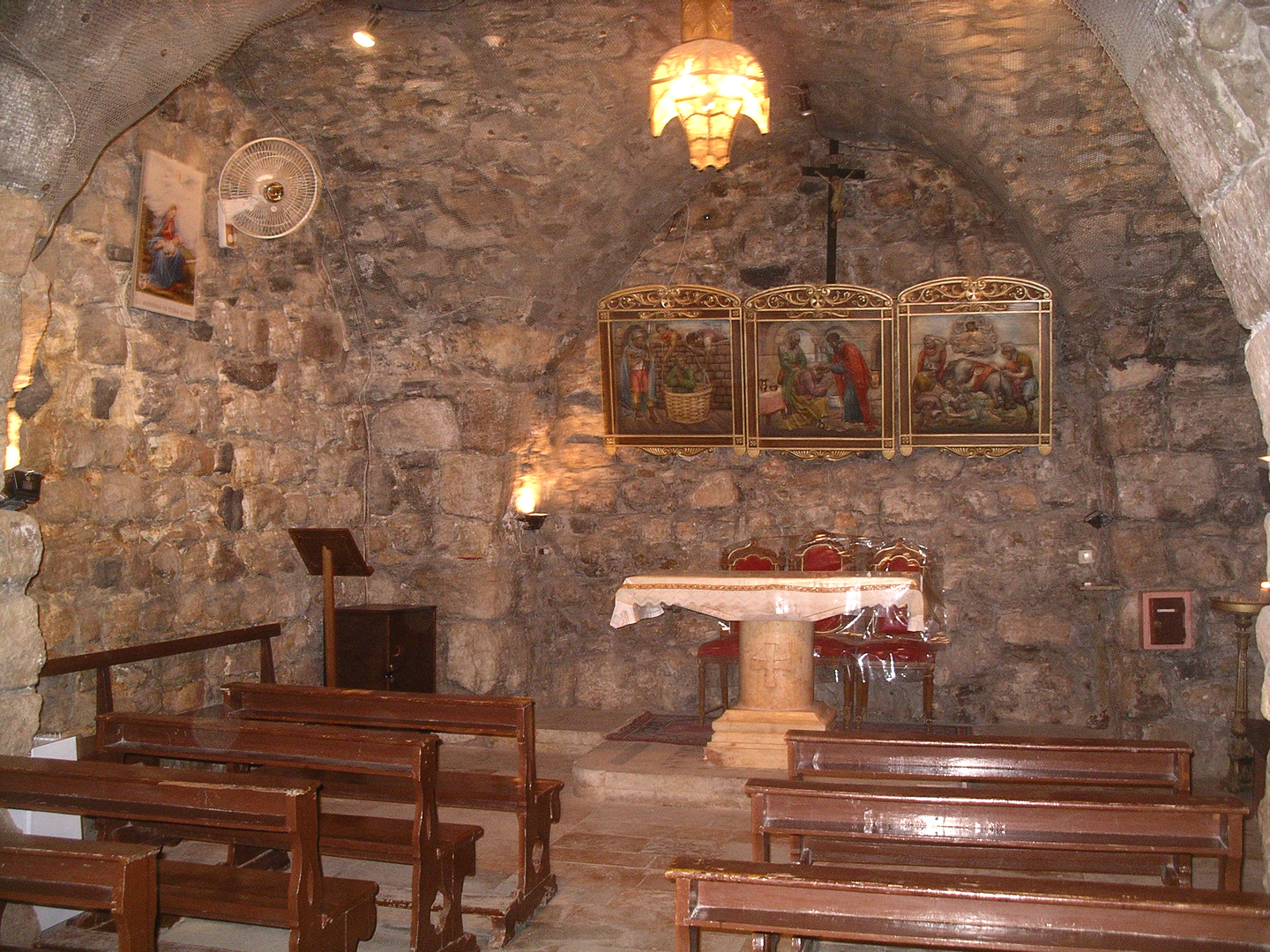
De huiskapel van Ananias, een van de oudste kapellen ter wereld.

Ananias  (Oudgrieks: Ἀνανίας van het Hebreeuws: חנניה, Hananiah) was volgens Handelingen van de apostelen 9:10-19 in het Nieuwe Testament een vroege christen uit Damascus. Hij kreeg een visioen waarin Jezus hem opdroeg naar de plaats te gaan waar Paulus van Tarsus op dat moment verbleef. Ananias had van Paulus gehoord en wist dat hij een christenvervolger was. Paulus had echter kort daarvoor een visioen gehad waardoor hij zelf christen werd. Paulus werd daarbij tijdelijk blind. Na handoplegging door Ananias kon Paulus weer zien en werd hij gedoopt.